# 洪秀全水库
洪秀全水库，是广东省广州市花都区的一个水库。水库位于秀全街道海㘵村前天马河上游，1958年动工，1959年1月竣工。水库原因村而得名“海㘵水库”，后因纪念洪秀全而改为现名。水库离官禄布村的洪秀全故居约3公里。水库库坝高11米，坝长175米，集雨面积27.4平方公里，总库容量429万立方米。